# Храм Свете Недеље у Талежи
Храм Свете Недеље у Талежи је храм Српске православне цркве који се налази у Талежама у Републици Српској. Припада Епархији захумско-херцеговачкој. Храм је посвећен Светој Недељи, а подигнут је током 15. вијека. Национални је споменик Босне и Херцеговине.

## Историја
Током 15. вијека овим простором владала је племићка кућа Николића. Терен обилује стећцима који се могу оквирно датирати у другу половину 14 и 15 вијека. Током прве половине 15. вијека, Дубровчани у Талежи спомињу људе требињске властеле Прељубовића. У средњовјековном гробљу у Талежу остало је сачувано више од 80 стећака, а у гробљу се налази и храм Свете Недеље. Свештеник Нићифор Дучић у другој половини 19. вијека биљежи да је црква у Талежи посвећена светом Стефану Првомученику, док се у свим осталим изворима црква назива Свете Неђељке.

## Одлике
Црква је једнобродна са олтаром на истоку, а око цркве је православна некропола са 72 стећака. Мањих је димензија и подигнута је на равном терену. Спољне димензије храма Свете Недеље мјерено без апсиде износе 8,00 x 6,00 метара. Уклањањем обрушеног материјала 2002. године, у рушевинама цркве пронађени су оштећени фрагмент старог фреско-малтера.